# Анн от „Зелените покриви“
Анн от „Зелените покриви“, издавана на български и като Анн от фермата „Грийн Гейбълс“ и „Анн от фермата „Зелените стрехи“ (на английски: Anne of Green Gables) е първата от поредицата книги за Анн от канадската писателка Луси Мод Монтгомъри. За първи път е публикувана през 1908 г.

## Сюжет
Внимание:  Текстът по-долу разкрива сюжета на произведението (или части от него)!
Марила и Матю Кътбърт са брат и сестра на средна възраст, които живеят във фермата „Зелените покриви“ („Грийн Гейбълс“), в Авонлий, на Остров Принц Едуард. Те искат да си осиновят момче, за да им помага в стопанството, но става грешка и от сиропиталището изпращат единадесетгодишната Анн Шърли – жизнерадостно и дружелюбно червенокосо момиче с богато въображение. След кратки колебания, Марила и Матю решават да задържат детето. Останалата част от книгата проследява следващите няколко години: живота на Анн в „Грийн Гейбълс“ с Матю и Марила, отношенията и ̀с връстниците – приятелството с Даяна Бари, съперничеството с Гилбърт Блайт, академичните и ̀успехи, премеждията и забавните случки от ежедневието "така. И в края на историята Ан и Гилбърт разбират че са влюбени един към друг любовта им стана толкова силна от самото начало те се харесваха чак накрая решиха да си признаят чувствата .
Ан разбра че майка и е червено коса като нея и да и е учителка освен това краят беше страхотен но завърши така че двамата разкриха чувствата си ако има още един сезон щеше да е много доближителен към това но за съжаление няма на мене ми харесаха всички сезони но финалът беше невероятен плаках цял ден ако трябваше да разкажа аз тази история щеше да направя още един сезон в който тя е голяма от моя лично мнение този сюжет и заслужаваш“ 
Божидара Милкова Михайлова .( Аз съм в 7в клас аз написах от тук " до там “)

## Адаптации

### Кинофилми
- 1919: Anne of Green Gables — ням филм на режисьора Уилям Тейлър с Мери Майлс Минтър в ролята на Анн.
- 1934: Anne of Green Gables — черно-бял филм с участието на Доун Парис в ролята на Анн. След заснемането на филма актрисата възприема артистичния псевдоним Анн Шърли.

### Телевизионни филми
- 1956: Анн от „Зелените покриви“
- 1972: Анн от „Зелените покриви“ – британски минисериал в 5 епизода
- 1985: Анн от „Зелените покриви“ – четиричасов минисериал на режисьора Кевин Съливан
- 1987: Анн от „Зелените покриви“: Продължението – продължение на минисериала от 1985 г.
- 2000: Анн от „Зелените покриви“: Продължаващата история – телевизионен минисериал, който не се основава на романа.

### Телевизионни сериали
- 1979: Akage no An („Червенокосата Анн“) — японски телевизионен аниме сериал от 1979 г.
- 1990 — 1996: Road to Avonlea („Пътят към Авонлий“) – игрален филм, създаден въз основа на герои и случки от няколко от книгите на Луси Мод Монтгомъри. Самата Анн не участва, но са включени Марила Кътбърг, Гилбърт Блайт и други герои от поредицата.
- 2000: Anne of Green Gables: The Animated Series – анимационен сериал за деца

### Мюзикъли
- Anne and Gilbert, The Musical – направен по романите-продължения на Анн от „Зелените покриви“
- Anne of Green Gables – The Musical – поставян на сцена от 1964 г. до днес